# Famille Liszthy
La famille Liszthy de Köpcsény et Jánosháza (en hongrois : köpcsényi és jánosházai Liszthy) était une famille aristocratique hongroise.

## Origines
La famille Liszthy est originaire de Transylvanie. On trouve différents orthographes : List, Listi, Listh, Listhy, Liszti, Liszty, Listius. Elle reçoit un don de noblesse de la part de Ferdinand Ier en 1560. Une branche reçoit le titre de baron au XVIIe siècle et celui de comte en 1655. Cette dernière branche s'éteint peu de temps après en 1679 avec György Liszthy. La famille remonte au XVIe siècle avec Kristóf Listhy, Saxon et sénateur (conseiller) de Szeben dont :

## Membres notables
- Sebestyén Liszthy  († 1560), greffier de la chancellerie royale. Frère du suivant et fils du précédent.
- János Liszthy († 1578). Il épouse Lucretia Oláh, nièce de Miklós Oláh, évêque puis primat de Hongrie, et acquiert d'importants domaines. Il est chancelier royal des secrets et reçoit de la part du roi le château et domaine de Köpcsény. Il deviendra par la suite évêque de Győr.
- Anna Liszthy, épouse de Szaniszló Thurzó (hu) (1576-1625), palatin de Hongrie.
- László Listi (en) (1628-1662), poète hongrois. Il est condamné à mort à Vienne en 1662 comme faussaire, bien que noble et ayant reçu le titre de comte.

## Liens, sources
- Iván Nagy : Magyarország családai VII-VIII., Pest 1857-1868